# Arycanda boopis
Arycanda boopis là một loài bướm đêm trong họ Geometridae.